# تحصیل پند دادن خان
تحصیل پند دادن خان (به انگلیسی: Pind Dadan Khan Tehsil) یک تحصیل در پاکستان است که در ناحیه جهلم واقع شده‌است.